# Raging Speedhorn
Raging Speedhorn est un groupe anglais de metal extrême, originaire de Corby.

## Histoire
Le groupe est formé en août 1998 après la dissolution des deux groupes Soulcellar et Box par des membres de Sourcellar le guitariste Gareth Smith, le chanteur Frank Regan (qui jouait de la batterie dans Soulcellar) et le bassiste Darren Smith, des membres de Box Tony (guitare électrique), son frère Jon Loughlin (chant) et le batteur Gordon Morison. Raging Speedhorn présente deux chanteurs, un style largement inspiré du groupe de hardcore britannique Hard to Swallow (qui comprenait Bloody Kev qui rejoindra Raging Speedhorn en tant que deuxième chanteur après le départ de Frank Regan en 2005). Le groupe se nomme d'après un jargon de scène qui fait référence à une érection après avoir pris des amphétamines. Le guitariste cubain Roddy Stone produit deux démos en octobre 1998 et février 1999 ; une troisième paraît. Les deux premières démos contiennent quatre chansons chacune. La première démo est fait en 800 exemplaires. Les chansons de la première démo sont dans des compilations : Knives and Faces chez Org Records, Superscud chez Century Media Records et Thumper dans une sélection du magazine Metal Hammer. Le groupe donne des concerts, notamment en juillet 1999 en tant que première partie de Ministry au London Astoria, ce qui accroît sa popularité. En octobre 1999, il se lance dans une tournée au Royaume-Uni avec Emmity et Breakneck. D'autres concerts suivent, notamment en novembre avec earthtone9 ainsi que Will Haven, Kittie et Slipknot. En mars 2000, il fait une tournée parrainée par Metal Hammer avec Tribute to Nothing et Charger. Le premier album éponyme produit par John Friar sort en août 2000. Après cela, il fait une tournée européenne avec Biohazard en mai et des concerts en Europe et au Japon avec Amen. Le groupe est présent à l'Ozzfest en Angleterre en 2001. Le single The Gush est enregistré en juin avec Billy Graziadei et Danny Schuler de Biohazard comme producteurs. Le premier album est réédité avec ce titre. En juin 2000, le groupe donne deux concerts avec Graham Coxon.
Après être apparu au Japanese Beast Fest et avoir participé à l'étape britannique de la tournée du Tattoo the Planet Festival, l'enregistrement du deuxième album commence. Il sort le 23 septembre 2002 sous le nom We Will Be Dead Tomorrow. Il est à nouveau produit par Graziadei et Schuler, enregistré en grande partie à New York et mixé par Joe Barresi. Le single The Hate Song est sorti en mai. La tirade haineuse concerne principalement la politique d'entreprise des maisons de disques, puis les musiciens dressent sur le ton de l'humour des listes de haine pour les magazines musicaux : les stations-service allemandes, les discothèques allemandes et Rammstein... Le groupe anglais reste la première partie des Allemands au Royaume-Uni. Suit une tournée de deux semaines en Europe avec Ill Niño et Pitchshifter. En septembre, le mois de la sortie de l'album, il fait une tournée de concerts avec The Eighties Matchbox B-Line Disaster et Terrashima. Cette même année, le groupe apparaît au Xtreme Fest de Dublin et joue à Londres, Manchester, Birmingham et Glasgow. Le groupe continue à se produire l'année suivante, jouant au Download Festival et au With Full Force. En 2003, le groupe joue avec Ministry à Berlin et avec Stone Sour et Saliva à Munich. Des apparitions européennes avec Fear Factory sont prévues pour l'automne 2003, mais sont annulées en raison de la naissance du premier enfant de Frank Regan. Au lieu de cela, Raging Speedhorn donne des concerts avec Clutch et Candiria au Royaume-Uni. Fin octobre, le single Fuck the Voodooman sort, avec l'édition limitée comprenant les versions de My War de Black Flag et Gypsy d'Uriah Heep.
En janvier 2004, le guitariste Loughlin quitte le groupe et est remplacé par Jaye Thompson (ex-Defenestration). D'une certaine manière, Loughlin reste avec le groupe parce qu'il rejoint la société de gestion londonienne qui travaille pour Raging Speedhorn. Après que certains membres se consacrent à d'autres projets parallèles, la compilation Live and démos sort en 2004. Il inclut des enregistrements en concert de The Garage à Londres à partir de 2000 et de l'Ozzfest de 2001, entre autres. Fin mai 2005 suit l'album How the Great Have Fallen, enregistré avec le producteur Joe Barresi aux studios 2KHZ, en raison du budget plus restreint. Une reprise de la chanson de Kiss God of Thunder est créée au cours de cet enregistrement. Avant même la sortie de l'album, Regan quitte le groupe et est remplacé par Bloody Kev d'Iron Monkey. En 2005, le groupe participe à la fois au Download Festival et à With Full Force pour la deuxième fois. Après une tournée aux États-Unis avec Hypocrisy, Soilent Green, With Passion, Nile et Decapitated début janvier 2006, le bassiste Smith quitte le groupe et est remplacé par le frère de Jay, Dave Thompson. En 2007, le groupe donne sa version de 30$ Bag à la compilation hommage à Eyehategod For the Sick . En avril, le groupe enregistre des chansons pour un nouvel album au Foel Studio dans le nord du Pays de Galles. Before the Sea Was Built est disponible à l'achat le 7 septembre 2007 chez Steamhammer, un sous-label de SPV Records. Il est en concert avec Twelve Trives et Bridge of Solace. En 2008, le groupe joue à Munich avec Carnivore. Le 25 mars 2008, le groupe annonce se séparer après une dernière tournée. Les membres rejoindront d'autres groupes ailleurs, notamment à Cardiff, au Pays de Galles, et à Stockholm, en Suède. John Loughlin, Jay Thompson et Dave Thompson font partie du groupe de métal The Death of Us en 2013.
Le groupe se réunit en février 2014. Il donne un concert en novembre 2014 au Damnation Festival en Grande-Bretagne avec l'ex-chanteur Frank Regan. Ainsi, les deux chanteurs Regan et Loughlin sont ensemble sur scène, James Palmer, un ami de longue date du groupe, remplace le guitariste Gareth Smith ; le groupe présente des morceaux des premiers et deuxièmes albums. Le 3 juillet 2014, le groupe fait un spectacle à guichets fermés dans sa ville natale avec le soutien de The Darkhorse et Heart of a Coward comme échauffement avant de jouer au Sonisphere Festival deux jours plus tard et au Hammerfest (en). En décembre, ils partent en tournée en Grande-Bretagne. En juillet 2016, l'album Lost Ritual, produit par Russ Russell, sort après une campagne de financement sur PledgeMusic. Puis il part en tournée en Grande-Bretagne. La même année, le groupe fait partie du Download Festival pour la troisième fois.
Le 14 septembre 2018, les guitaristes Jim Palmer et Jamie Thompson quittent le groupe. Le 6 octobre 2018, le groupe donne un spectacle du 20e anniversaire à l'Electric Ballroom de Londres avec la formation originale (John Loughlin, Frank Regan, Gordon Morison, Tony Loughlin, Gareth Smith et Darren Smith). Le 19 décembre 2018, les guitaristes James Palmer et Dave Leese rejoignent le groupe. En septembre 2019, Daniel Cook remplace John Loughlin.
Au cours de leur carrière, le groupe a également joué avec Testament, Anal Cunt, Snapcase, Karma to Burn et Iron Monkey notamment. Le groupe s'est produit au CBGB.

## Discographie
- 1998 : demo 1 (démo, autoproduction)
- 1999 : demo 2 (démo, autoproduction)
- 2000 : Raging Speedhorn (album, Green Island Records/ZTT Records)
- 2001 : The Gush (single, Green Island Records/ZTT Records)
- 2002 : The Hate Song (single, ZTT Records)
- 2002 : We Will Be Dead Tomorrow (album, ZTT Records)
- 2004 : Live and demos (compilation, Grand Recordings)
- 2005 : How the Great Have Fallen (album, Steamhammer)
- 2005 : How Much Can a Man Take (single, Steamhammer)
- 2007 : Before the Sea Was Built (album, Steamhammer)
- 2015 : Halfway to Hell (single, Palm Reader Records)
- 2016 : DesertFest London Vol. 2 (split avec Monster Magnet, H42 Records)
- 2016 : Lost Ritual (album, autoproduction)
- 2020 : Hard To Kill
- 2025 : Night Wolf (album, Candlelight Music Group)

## Source de la traduction
- (de) Cet article est partiellement ou en totalité issu de l’article de Wikipédia en allemand intitulé « Raging Speedhorn » (voir la liste des auteurs).